# Einar Berger

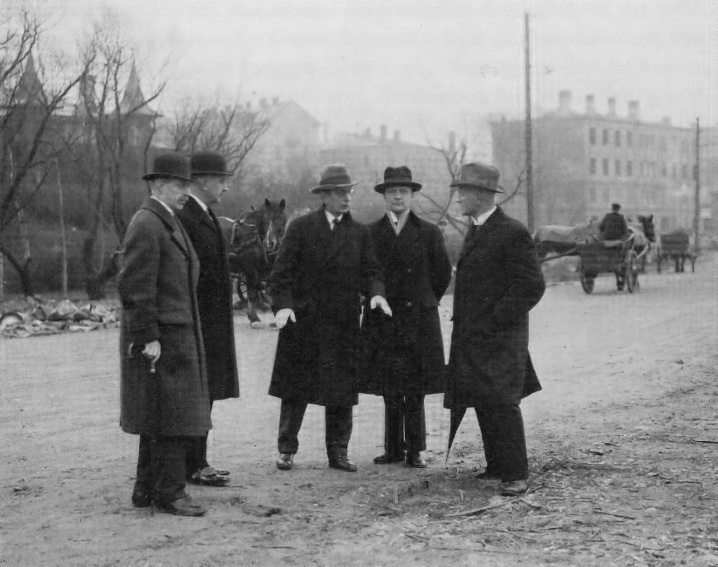
"Borgarråd och gatukontor överlägger en kulen morgon; från vänster distriktsingenjören Carl Gustaf Bergman, gatudirektören N. K. Sundblad, borgarrådet Yngve Larsson, överingenjören Gunnar Ekwall samt reservarbetenas chef, överingenjören Einar Berger."

Einar Johan Berger, född 26 maj 1880 i Fågelås församling, Skaraborgs län, död 28 januari 1963 i Hedvig Eleonora församling i Stockholm, var en svensk väg- och vattenbyggnadsingenjör.
Efter studentexamen 1899 utexaminerades Berger från Kungliga Tekniska högskolan 1905. Han var ingenjör vid en ingenjörsbyrå i Stockholm 1905–1907, vid Norrköpings stads byggnadskontor 1907, vid Vattenfallsstyrelsen 1908, arbetschef vid Stockholms hamnstyrelse 1916, vid entreprenadbolag 1918, byggnadschef för Stockholms frihamnsbyggnader 1920, överingenjör hos Stockholms gatukontor 1924, chef för vägarbeten i Rumänien 1931 och blev arbetschef vid Stockholms arbetslöshetskommitté 1933. Han blev löjtnant i Väg- och vattenbyggnadskåren 1912, kapten 1919 och major 1935.
Han gifte sig 1911 med Elin Nilsson och blev far till bland andra skådespelaren Bengt Berger. Makarna är begravda på Norra begravningsplatsen utanför Stockholm.